# Pervaja Liga 1936 (najaar)
In het najaar van 1936 werd de tweede editie van de Pervaja Liga gespeeld, de tweede hoogste divisie voor voetbalclubs uit de Sovjet-Unie. In deze tijd heette de competitie nog Groep B.  Serp i Molot Moskou werd kampioen.

## Eindstand
| Plaats | Club                 | Wed. | W | G | V | Saldo | Ptn. |
| ------ | -------------------- | ---- | - | - | - | ----- | ---- |
| 1.     | Serp i Molot Moskou  | 7    | 6 | 0 | 1 | 25:6  | 18   |
| 2.     | Temp Bakoe           | 7    | 5 | 1 | 1 | 16:7  | 14   |
| 3.     | Stalinets Moskou     | 7    | 4 | 1 | 2 | 13:10 | 13   |
| 4.     | Torpedo Moskou       | 7    | 4 | 0 | 3 | 11:7  | 11   |
| 5.     | Dinamo Rostov        | 7    | 3 | 0 | 4 | 13:18 | 10   |
| 6.     | Stalinets Leningrad  | 7    | 2 | 1 | 4 | 6:13  | 9    |
| 7.     | Spartak Leningrad    | 7    | 1 | 2 | 4 | 8:13  | 9    |
| 8.     | Serp i Molot Charkov | 7    | 0 | 1 | 6 | 6:24  | 8    |

|  | Kampioen   |
|  | Degradatie |

De toenmalige namen worden weergegeven, voor clubs uit nu onafhankelijke deelrepublieken wordt de Russische schrijfwijze weergegeven zoals destijds gebruikelijk was, de vlaggen van de huidige onafhankelijke staten geven aan uit welke republiek de clubs afkomstig zijn. 

### Kampioen
| Groep B 1936                            |
| Russische SSR                           |
| --------------------------------------- |
| SERP I MOLOT MOSKOU Kampioen (1° titel) |